# Hagen Hasselbalch
Hagen Hasselbalch (født 1. oktober 1915, København, død 28. juni 1997) var en dansk filmfotograf og filminstruktør.

## Filmografi
- Historien bag kameraet (2006)
- Yoga - en vej til lykke (1975)
- K 800 - Suite for kamera og mikrofon (1968)
- Landet de vandt (1966)
- Storby i støbeske (1963)
- Hurra for os - ! (1963)
- Panik i paradis (1960)
- Skattejagt i Østgrønland (1959)
- En bonde og hans gård (1958)
- Her er mit hjem (1956)
- Evighedsklokkerne (1956)
- Kardinalernes middag (1954)
- Der er nemlig forskel (1954)
- Før Cannæe (1954)
- Skatteøens hemmelighed (1953)
- Grønland i sol (1950)
- Vejen mod nord (1948)
- Hvor vejene mødes (1948)
- Hvert syvende sekund (1948)
- Giv dem en Chance (1948)
- Se (1948)
- Denmark grows up (1947)
- Sommerrapsodi (1947)
- Radiohuset (1947)
- Skabt af danske Hænder (1947)
- Kammerat - Tovaritsj (1946)
- Tiden og Uret (1946)
- Kornet er i Fare (1945)
- Tom Kristensen (1945)
- Betal din Skat med Glæde (1945)
- Pigen og Pan (1945)
- Skrubtudsen (1944)
- Koen (1944)
- For Folkets Fremtid (1943)
- Solskinsbørn Aaret rundt (1943)
- Flyv med! (1943)
- Markernes grøde (1942)
- Hvem ved hvad (1942)
- Thummelumsen (1941)
- Gaa med mig hjem (1941)